# Anne Bartke
Anne Bartke (* 2. März 1990 in Wippra) ist eine ehemalige deutsche Fußballspielerin. Die Stürmerin spielte zuletzt in der Regionalliga beim Magdeburger FFC.

## Werdegang
Bartke begann ihre Karriere beim Mansfelder SV 90. 2007 wechselte sie zum Regionalligisten Magdeburger FFC, bevor sie ein Jahr später zum Bundesligisten SC 07 Bad Neuenahr wechselte. Ihr Bundesligadebüt feierte sie am 6. September 2008 im Heimspiel gegen den 1. FFC Frankfurt. Das erste Bundesligator folgte am 2. November 2008 beim Auswärtsspiel beim TSV Crailsheim. Im Sommer 2010 wechselte sie nach Jena, kehrte jedoch nur ein Jahr später nach Magdeburg zurück.
Im Jahr 2010 wurde Bartke für die U-20-Weltmeisterschaft nominiert und wurde mit der Mannschaft Weltmeisterin im eigenen Land. Dabei profitierte sie von einer Verletzung von Ramona Petzelberger.

## Privat
Im Herbst 2010 nahm Bartke ein Psychologie- und Sportstudium auf.